# NGC 3023
NGC 3023 é uma galáxia espiral barrada na direção da constelação de Sextans. O objeto foi descoberto pelo astrônomo Edouard Stephan em 1880, usando um telescópio refletor com abertura de 31,5 polegadas. Devido a sua moderada magnitude aparente (+12,3), é visível apenas com telescópios amadores ou com equipamentos superiores. 